# Mykhaïlo Zgourovskyi
Mykhaïlo Zgourovskyi (en ukrainien : Михайло Захарович Згуровський), né en 1950 est un scientifique et homme politique ukrainien.

## Biographie
Mikhaïlo a fait ses études à l'Institut polytechnique de Kiev où il fut enseignant et recteur ; appartenant à de nombreuses académies.
Il fut ministre de l'Education du Gouvernement Massol II, Gouvernement Martchouk de 1994 à 1999 en remplacement de Petro Talantchouk.
.